# 丸山重俊

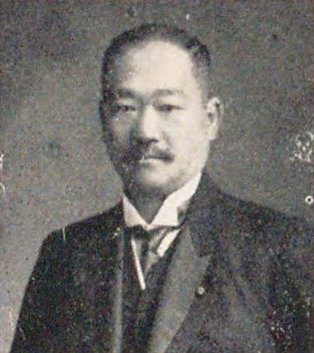
丸山重俊

丸山 重俊（まるやま しげとし、1856年1月2日（安政2年11月25日）- 1911年（明治44年）5月22日）は、幕末の熊本藩士、明治期の検察官・警察官僚。官選島根県知事。旧名・一平。

## 経歴
肥後国熊本城下高田原（現熊本市中央区）で、熊本藩士の家に生まれる。藩校時習館で学んだ。
1877年（明治10年）1月、司法省十七等出仕に任じられ、その後、大阪裁判所在勤となる。1879年（明治12年）3月、北区書記に転じた。以後、大阪府八等警部、徳島県八等警部・警察本署検察部詰、同七等警部・検察部長心得、同警部、検事補・徳島始審裁判所詰、熊本県警部・警察本署詰、同警察本署司法部長、茨城県警部・警察本署第二部長、愛知県警部・警察本署第二部長、同監督部長、愛知県警察本部監督課長、検事・熱田始審裁判所詰、東京始審裁判所詰、岐阜県警部長、石川県警部長、熊本県玉名郡長、千葉県警部長、大分県書記官、長崎県警部長、警視庁警視・第一部長兼消防署長などを歴任。
1905年（明治38年）2月、大韓帝国の招聘を受け警務顧問となり同国警察の近代化に尽力。統監府警視、同参与官を歴任するとともに、1907年（明治40年）8月、韓国警視庁警視総監に就任した。
1908年（明治41年）8月、島根県知事に就任。財政上の理由で、入学者の少ない県立の水産学校、商船学校、今市高等女学校を廃校とすることを決定した。1911年（明治44年）3月、病のため知事を休職したが、同年5月に死去した。

## 栄典
- 1907年（明治40年）12月10日 - 正五位[6]
- 1909年（明治42年）4月18日 - 皇太子渡韓記念章[7]